# Hieracium microstictum
Hieracium microstictum là một loài thực vật có hoa trong họ Cúc. Loài này được (Zahn) Johanss. mô tả khoa học đầu tiên.